# Quảng Thọ, Ba Đồn
Quảng Thọ là một phường cũ thuộc thị xã Ba Đồn, tỉnh Quảng Bình, Việt Nam.

## Địa lý
Phường Quảng Thọ nằm ở phía đông thị xã Ba Đồn, có vị trí địa lý:
- Phía đông giáp biển Đông
- Phía tây giáp các phường Ba Đồn và Quảng Long
- Phía nam giáp phường Quảng Phúc và Quảng Thuận.
- Phía bắc giáp huyện Quảng Trạch.

Phường Quảng Thọ có diện tích 9,22 km², dân số năm 2019 là 12.505 người, mật độ dân số đạt 1.356 người/km².

## Hành chính
Phường Quảng Thọ được chia thành 5 tổ dân phố: Minh Phượng, Minh Lợi, Thọ Đơn, Nhân Thọ, Ngoại Hải.

## Lịch sử
Trước đây, Quảng Thọ là một xã thuộc huyện Quảng Trạch.
Ngày 20 tháng 12 năm 2013, Chính phủ ban hành Nghị quyết số 125/NQ-CP. Theo đó, chuyển xã Quảng Thọ về thị xã Ba Đồn mới thành lập, đồng thời thành lập phường Quảng Thọ trên cơ sở toàn bộ 916,74 ha diện tích tự nhiên và 13.788 người của xã Quảng Thọ.
Ngày 16 tháng 6 năm 2025, Ủy ban Thường vụ Quốc hội ban hành Nghị quyết số 1680/NQ-UBTVQH15 về việc sắp xếp các đơn vị hành chính cấp xã của tỉnh Quảng Trị năm 2025. Theo đó, sắp xếp toàn bộ diện tích tự nhiên, quy mô dân số của các phường Quảng Phúc, phường Quảng Thọ, phường Quảng Thuận thành phường mới có tên gọi là phường Bắc Gianh.